# 中铁西北科学研究院有限公司
中铁西北科学研究院有限公司，简称“中铁西北院”，位于甘肃省兰州市，其前身是1961年成立的铁道部科学研究院西北研究所，是以特殊地质路基与地质灾害防治为重点专业，以特殊、重大应用理论及灾害防治工程措施为主攻方向，集研究、勘察、设计、试验、工程检测、监测、监理、咨询、施工、环保与环评为一体、取得ISO9001质量认证的综合性高新技术企业，2000年10月作为国家第二批134个转制科研院所之一进入中国铁路工程总公司，全称为“中铁西北科学研究院有限公司”。

## 历史沿革
- 1961年，中铁西北科学研究院有限公司[原铁道部科学研究院(现为中国铁道科学研究院[2])西北研究所]成立；
- 1992年11月1日，铁道部科学研究西北研究所更名为铁道部科学研究院西北分院；
- 2001年10月1日，进入中国铁路工程总公司，更名为中铁西北科学研究院；[3]
- 2005年12月26日改制为有限公司；
- 2007年12月，作为中国中铁股份有限公司的二级成员单位，在上海、香港两地上市。[4]